# 가비 에스피노
가비 에스피노(Gaby Espino, 1977년 11월 15일 ~ )는 베네수엘라의 배우, 모델, 사회자이다.

## 참여 작품

### 영화
- 마스 사베 엘 디아블로

### 텔레비전
- 문도 데 피에라스 (2006년 텔레노벨라)
- 엘 로스트로 데 아날리아
- 마스 사베 엘 디아블로
- 산타 디아블라
- 세뇨라 아세로
- 위험한 불장난
- 미스 유니버스 2019
- 베티 인 뉴욕
- 라 수에르테 데 롤리